# Trichocolletes chrysostomus
Trichocolletes chrysostomus là một loài Hymenoptera trong họ Colletidae. Loài này được Cockerell mô tả khoa học năm 1929.

## Hình ảnh

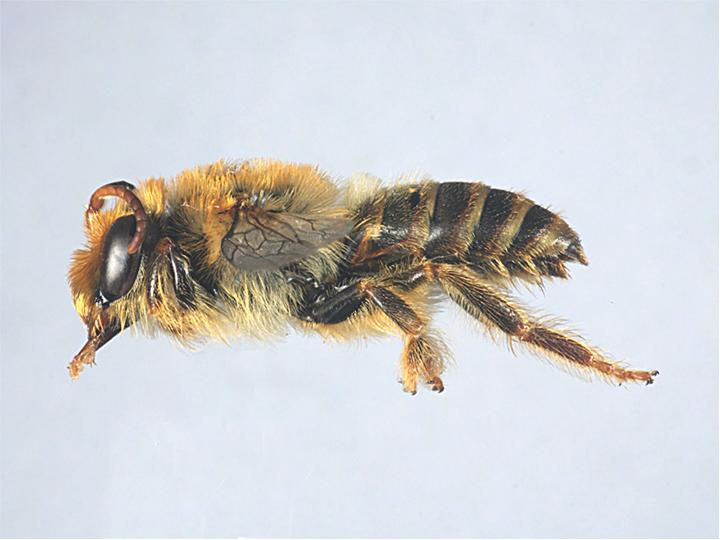